# Princ a pruďas
Princ a pruďas, anglicky Your Highness, je fantasy komedie z roku 2011. Film režíroval David Gordon Green, scénář k němu napsali Danny McBride a Ben Best. V hlavních rolích se představili Danny McBride, James Franco, Natalie Portman a Zooey Deschanel. Natáčení začalo v létě 2009 v Severním Irsku a skončilo v říjnu 2009.
Film měl světovou premiéru ve Spojených státech amerických 8. dubna 2011, česká premiéra proběhla 16. června 2011. 

## Obsazení
| Danny McBride   | Thadeous           |
| James Franco    | Fabious            |
| Rasmus Hardiker | Courtney           |
| Natalie Portman | Isabel             |
| Toby Jones      | Julie              |
| Justin Theroux  | Leezar             |
| Zooey Deschanel | Belladonna         |
| Charles Dance   | král Tallious      |
| Damian Lewis    | Boremont           |
| Noah Huntley    | vedoucí jezdec     |
| Eva Wyrwal      | trpasličí královna |
| John Fricker    | Marteetee          |
| Brian Steele    | Minotaur           |

## Výroba
Podle režiséra Davida Gordona Greena byly téměř všechny dialogy ve filmu improvizace, herci měli jen základní obrysy scénáře od Bena Besta a Dannyho McBrida.

## Kritika
Film většinou získal negativní ohlasy. Podle Rotten Tomatoes měl v 96 recenzích hodnocení 24% a u „nejlepších kritiků“ 10%. Richard Roeper oznámkoval film C+, přestože byly nějaké části filmu vtipné, kritizoval akční sekvence a zvláštní efekty. Andrew O'Hehir z webového potrálu Salon.com o filmu řekl, že pár hodin po zhlédnutí filmu zvažoval možnost, jestli to není nejhorší film všech dob. Robert Ebert a Peter Traves dali filmu jednu hvězdičku ze čtyř.